# Pastilla

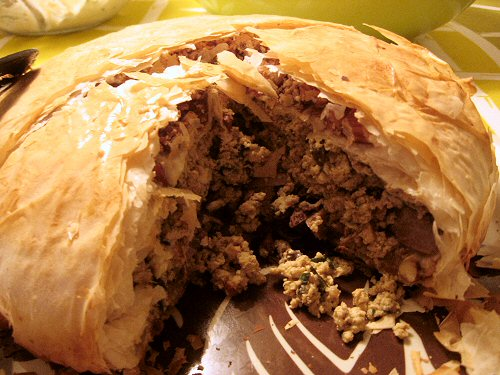
Pastilla marocchina.

La Pastilla (pronounciata "bastila"; in lingua araba: Bestila), traslitterata in bastilla, bisteeya, b'stilla o bstilla, è un piatto tradizionale della cucina marocchina le cui origini sono risalenti alla Spagna islamica. Dopo la caduta di Granada, ultima città islamica di Spagna, i musulmani che si rifugiarono in Maghreb portarono con loro le proprie tradizioni culinarie, tra cui la pastilla. Il termine deriva dallo spagnolo "pasta".

## Descrizione
Si tratta di uno sformato realizzato con carne di piccione. Dato che la carne di piccione è spesso difficile da trovare, viene normalmente usata la carne di pollo tagliata a pezzetti. Per la preparazione può essere usato anche pesce o frattaglie di animali vari. La pastilla è generalmente servita come antipasto all'inizio di pasti speciali. 
È una preparazione che combina il sapore del dolce e del salato; una serie di strati di pasta sfoglia, di carni salate, cotte lentamente in brodo e spezie e poi triturate, e uno strato croccante di mandorle tostate e tritate, cannella e zucchero.
Il ripieno viene preparato con un giorno di anticipo, ed è fatto rosolando i pezzi di carne in olio. Questi vengono poi trasferiti in un tegame, e con il rimanente olio, cipolle, acqua, prezzemolo e spezie varie, messi a cuocere. Il liquido viene poi raffreddato e, dopo, addensato a formare una salsa cremosa con uova sbattute. La carne e la pelle vengono triturate e aggiunte alla salsa, lasciando raffreddare durante la notte.
In una teglia rotonda, viene steso il primo strato di impasto che viene unto con il burro. Viene poi steso uno strato di salsa che viene ricoperto da uno di pasta sfoglia, ripetendo con un secondo strato di salsa e pasta. Viene poi cotto in forno, spolverato con lo zucchero a velo, cannella e mandorle tritate, e quindi servito.